# Rustaweli (Metro Tiflis)

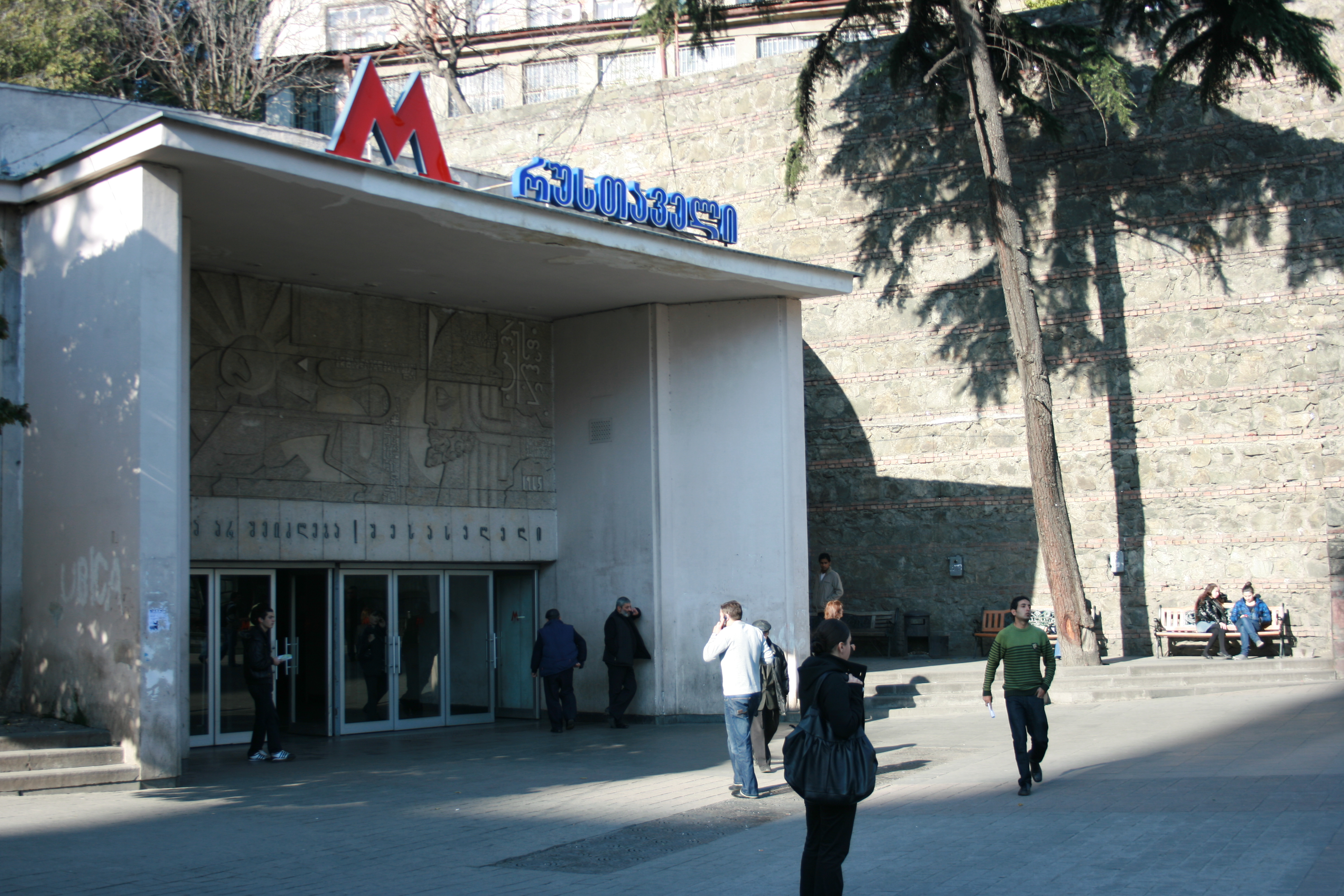
Eingang zur Station

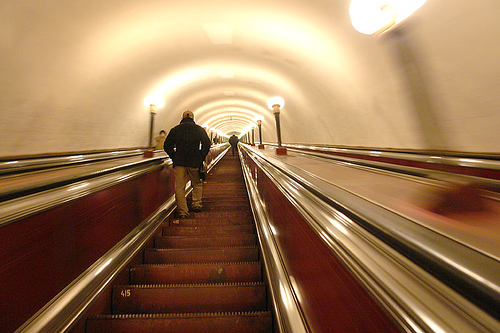
Die Rolltreppen der Station

Rustaweli (georgisch რუსთაველი); ist eine Station der Metro Tiflis, die von der Achmetelis-Teatri-Warketeli-Linie genutzt wird. Die Architekten der Station heißen O. Kalandarischwili und L. Dschanelidse.
Die Station wurde am 11. Januar 1966 eröffnet und war ursprünglich Endpunkt der damaligen Didube-Rustaweli-Linie. Benannt wurde die Station nach Schota Rustaweli bzw. dem an der Station liegenden Rustawelis Gamsiri. Rustaweli hat mit 120 m Länge die längsten Rolltreppen der gesamten Metro Tbilissi und ist mit 60 m Tiefe ebenfalls die tiefste Station. Rustaweli liegt zwischen Tawisuplebis Moedani und Mardschanischwili. Die Station soll mittels einer Übergangstation ebenfalls an der Rustaweli-Wazisubani-Linie angebunden werden. 